# Интерлачен (Флорида)
Интерлачен (англ. Interlachen) — муниципалитет, расположенный в округе Путнэм (штат Флорида, США) с населением в 1475 человек по статистическим данным переписи 2000 года.

## География
По данным Бюро переписи населения США муниципалитет Интерлачен имеет общую площадь в 16,58 квадратных километров, из которых 15,02 кв. километров занимает земля и 1,55 кв. километров — вода. Площадь водных ресурсов округа составляет 9,35 % от всей его площади.
Муниципалитет Интерлачен расположен на высоте 32 м над уровнем моря.

## Демография
По данным переписи населения 2000 года в Интерланченe проживало 1475 человек, 381 семья, насчитывалось 537 домашних хозяйств и 616 жилых домов. Средняя плотность населения составляла около 88,96 человек на один квадратный километр. Расовый состав населённого пункта распределился следующим образом: 78,44 % белых, 6,10 % — чёрных или афроамериканцев, 0,88 % — коренных американцев, 0,27 % — азиатов, 3,12 % — представителей смешанных рас, 11,19 % — других народностей. Испаноговорящие составили 21,83 % от всех жителей.
Из 537 домашних хозяйств в 33,9 % воспитывали детей в возрасте до 18 лет, 52,7 % представляли собой совместно проживающие супружеские пары, в 13,8 % семей женщины проживали без мужей, 28,9 % не имели семей. 23,8 % от общего числа семей на момент переписи жили самостоятельно, при этом 11,2 % составили одинокие пожилые люди в возрасте 65 лет и старше. Средний размер домашнего хозяйства составил 2,75 человек, а средний размер семьи — 3,28 человек.
Население муниципалитета по возрастному диапазону по данным переписи 2000 года распределилось следующим образом: 30,9 % — жители младше 18 лет, 7,5 % — между 18 и 24 годами, 23,9 % — от 25 до 44 лет, 22,9 % — от 45 до 64 лет и 14,8 % — в возрасте 65 лет и старше. Средний возраст жителей составил 36 лет. На каждые 100 женщин в Интерланченe приходилось 93,1 мужчин, при этом на каждые сто женщин 18 лет и старше приходилось 91,5 мужчин также старше 18 лет.
Средний доход на одно домашнее хозяйство составил 25 962 доллара США, а средний доход на одну семью — 34 375 долларов. При этом мужчины имели средний доход в 24 886 долларов США в год против 17 841 доллар среднегодового дохода у женщин. Доход на душу населения составил 25 962 доллара в год. 26,9 % от всего числа семей в населённом пункте и 27,5 % от всей численности населения находилось на момент переписи населения за чертой бедности, при этом 32,9 % из них были моложе 18 лет и 18,3 % — в возрасте 65 лет и старше.